# Área metropolitana de Atlantic City-Hammonton
El Área Estadística Metropolitana de Atlantic City-Hammonton, NJ MSA, como la denomina la Oficina del Censo de los Estados Unidos, es un Área Estadística Metropolitana centrada en las ciudades de Atlantic City y Hammonton, que solo abarca el condado de Atlantic en el estado de Nueva Jersey, Estados Unidos. Su población según el censo de 2010 es de 274.549 habitantes, convirtiéndola en la 166.º área metropolitana más poblada de los Estados Unidos.

## Principales comunidades del área metropolitana
- Atlantic City (ciudad principal o núcleo)
- Hammonton (ciudad principal o núcleo)
- Absecon
- Brigantine
- Collings Lakes
- Corbin City
- Elwood-Magnolia
- Egg Harbor City
- Estell Manor
- Folsom
- Linwood
- Longport
- Margate City
- Mays Landing
- Northfield
- Pleasantville
- Pomona
- Port Republic
- Somers Point
- Ventnor City